# Zijner Majesteits
Zijner Majesteits, afgekort Zr.Ms., is het voorvoegsel, ook wel predikaat genoemd, dat aan de scheepsnaam van schepen van de Nederlandse Koninklijke Marine voorafgaat. Is het staatshoofd een koningin dan gebruikt men het voorvoegsel Harer Majesteits, afgekort Hr.Ms.. In de eeuwen daarvoor was het tijdens de Republiek de Zeven Provinciën en de Bataafse Republiek gebruikelijk geweest de oorlogsschepen aan te duiden als 's Lands schip (van oorlog). Meestal werd het gedeelte tussen haakjes weggelaten, verder werd het predikaat niet afgekort, wel vaak weggelaten. 
De term Z.M. schip van oorlog werd voor het eerst gebruikt nadat Koning Willem I op 16 maart 1815 het koningschap van Nederland had aanvaard, naast de term 's konings schepen van oorlog en Zijner Majesteits Schepen en Vaartuigen. Het eerste schip dat dit predikaat bij indiensstelling kreeg was Zr.Ms. Wassenaar (1816-1827).
In officiële documenten werd nog altijd de naam van het schip zonder voorvoegsel gebruikt. Pas in 1817 werden oorlogsschepen ook in officiële documenten het voorvoegsel "Zijner Majesteits Schip" en de afkorting "Z.M." gebruikt. Omdat de koning zelf ook het predikaat Z.M. (Zijne Majesteit) droeg, werd het al snel gebruikelijk om ter onderscheid de kleine letters r en s toe te voegen om de bezittelijke vorm aan te duiden: Zijner Majesteits en zo ontstond Zr.Ms.
Bij de troonswisseling van 30 april 2013 vond tijdens de inhuldiging voor het eerst sinds 1890 op ceremoniële wijze ook een "predicaatswisseling" plaats aan boord van de Evertsen, liggende aan de Veemkade in Amsterdam.
In de Circulaire Zeemacht 1569cc van 1988 werd de spelling formeel vastgelegd. De regeling bevat onder andere de volgende bepalingen:
- De aanduiding “Harer Majesteits” (Hr.Ms.”) mag uitsluitend voorafgaan aan de naam van een schip van de Koninklijke marine, waar aan die naam met goedkeuring van Hare Majesteit de Koningin is gegeven.
- Het betreft schepen van de Koninklijke marine die de wimpel voeren, wanneer zij in dienst zijn, onder het bevel van een officier of onderofficier van de Koninklijke marine staan en een militaire bemanning hebben.
- In officiële brieven, waarin (eenmaal of meermalen) de naam van een schip voorkomt, dat voldoet aan de hier gestelde voorwaarden, moet steeds de aanduiding “Hr.Ms.” worden gebruikt, bijvoorbeeld “Hr.Ms. Scheveningen”.
- In rapporten, plannen, naamlijsten van schepen en operatieorders, waarin meermalen de naam van een schip voorkomt, dat voldoet aan de gestelde voorwaarden, wordt de aanduiding “Hr.Ms.” ten behoeve van de leesbaarheid weggelaten. De scheepsnamen worden alsdan vermeld zonder het lidwoord “de” ervoor. De naam kan daarbij in hoofdletters worden geschreven, bijvoorbeeld “SCHEVENINGEN”.
- Niet toegestaan is het gebruik van de aanduiding “Hr.Ms.” vóór schepen van de Koninklijke marine in het algemeen of van een bepaald type. Derhalve is bijvoorbeeld niet toegestaan de aanduiding “Hr.Ms. onderzeeboten” of “Hr.Ms. onderzeeboot Zeehond”. Correct is de aanduiding “(de) onderzeeboot Hr.Ms. Zeehond”.

Op deze manier wordt aangegeven dat het schip behoort aan de koning(in), waarbij de staat in hem (haar) wordt gepersonifieerd. Sleepboten en sommige kleine hulpvaartuigen (zoals het opleidingsschip Van Kinsbergen) ontberen het predicaat.
Internationaal wordt voor de schepen van de Nederlandse Marine het voorvoegsel HNLMS gebruikt: de afkorting van His (Her) Netherlands Majesty's Ship.
Het schip krijgt zijn Koninklijke prefix pas op het moment van indienststelling: het wordt met alleen een naam gedoopt en in de tijd tussen de doop en de indienststelling wordt de naam zonder prefix gebezigd. Na de laatste uitdienststelling vervalt meteen ook het prefix (NB logement- en wachtschepen konden vroeger nog onder militair commando staan en hun prefix behouden, maar de tijd van logementschepen is voorbij). Zo mag bijvoorbeeld de Tonijn (de driecilinder onderzeeboot als museumschip van het Marinemuseum in Den Helder) niet langer het prefix voeren. In het verleden verloor het schip in periodes van tijdelijke uitdienststelling (voor onderhoud e.d.) ook telkens tijdelijk zijn prefix, maar tegenwoordig doet men dat anders en blijft het prefix van kracht.
In de maritiem-historische literatuur worden de spellingsregels van de circulaire niet slaafs overgenomen. Voor de leesbaarheid van een tekst is het daar al sinds jaar en dag gewoonte de naam van een schip (marine of koopvaardij) cursief weer te geven en niet in hoofdletters. In teksten wordt het prefix Hr.Ms. (of tegenwoordig Zr.Ms.) wel conform de marineregels gehanteerd, tenzij de auteur niet van de conventie op de hoogte is, maar daar zou een eindredacteur op moeten letten. Meestal wordt het prefix de eerste keer dat de naam van een marineschip wordt vermeld conform de regels gebruikt, daarna kan het in dezelfde tekst weggelaten worden, al kan het ook opnieuw gebruikt worden: de keuze is aan de auteur. Bij foto-onderschriften gebruikt de marine het prefix altijd, tenzij ook daar de naam twee of meer keer wordt genoemd.

## Internationaal
In sommige andere monarchieën worden soortgelijke voorvoegsels gebruikt, bijvoorbeeld His of Her Majesty's Ship (HMS) bij de Britse Royal Navy sinds 1789, en Hans/Hennes Majestäts Skepp (HMS) bij de Zweedse marine. Internationaal kunnen dit soort gelijksoortige namen voor problemen zorgen en daarom krijgt de Zweedse marine het voorvoegsel His/Her Swedish Majesty's Ship (HSwMS) en HNoMS voor de Noorse Marine. Dit voorvoegsel krijgen de schepen vanaf het moment van indienststelling. Ook in andere landen wordt in de tijd tussen de doop en de indienststelling de naam zonder voorvoegsel gebezigd. Na de laatste uitdienststelling vervalt meteen ook het voorvoegsel.  Bij schepen van de Canadese marine luidt de benaming: His/Her Majesty's Canadian Ship (HMCS). Naar analogie daarvan treffen we ook HMAS (Australische marine) en HMNZS (Nieuw-Zeelandse marine) aan voor de andere "Commonwealth"-marines.

## Taalkundig
Zijner Majesteits en Harer Majesteits zijn versteende uitdrukkingen: ze komen alleen in dit verband voor en laten nog de oude naamvallen zien. Majesteits is daarbij de bezitsvorm (te herkennen aan de -s), terwijl zowel Zijner als Harer de vrouwelijke uitgang (-r) hebben. Dit heeft niets te maken met het natuurlijk geslacht van de vorst, maar houdt verband met het woordgeslacht van majesteit: dit is een vrouwelijk woord.
Ook Nederlandse ambassadeurs worden officieel aangeduid als Zijner Majesteits Buitengewoon en Gevolmachtigd Ambassadeur, en in het verlengde daarvan wordt het voorvoegsel Zr.Ms. ook voor Nederlandse ambassades gebruikt. Het predikaat wordt ook gebruikt om Commissarissen van de Koning aan te duiden.

## Domeinnaam
Bij het gebruik van de afkorting Zr.Ms. op Twitter bleek dat dit programma de afkorting .ms ziet als een internet topleveldomein. Dit heeft de Defensie doen besluiten om de domeinnaam Zr.ms te registreren en te laten doorverwijzen naar de website van de Koninklijke Marine.